# Copa del Rey 2009/10
Die Copa del Rey 2009/10 war die 106. Austragung des spanischen Fußballpokals.
Der Wettbewerb startete am 22. August 2009 und endete mit dem Finale am 19. Mai 2010 im Camp Nou (Barcelona). Sieger des Pokalwettbewerbs wurde der FC Sevilla. Der Pokalsieger wäre für die UEFA Europa League 2010/11 qualifiziert gewesen, allerdings qualifizierte sich der FC Sevilla für die Play-offs der UEFA Champions League 2010/11. Der unterlegene Finalist Atlético Madrid qualifizierte sich zwar nicht über die Liga aber bereits als Titelverteidiger für die Gruppenphase der Europa League, wodurch der Platz verfiel. Der FC Barcelona schied als Titelverteidiger im Achtelfinale aus.

## Teilnehmende Mannschaften
| Primera División die 20 Vereine der Saison 2008/09 | Segunda División 21 Vereine der Saison 2008/091 | Segunda División B 24 Vereine, die in der Saison 2008/2009 in den vier Ligen unter den ersten fünf platziert waren und die vier folgenden Mannschaften mit den meisten Punkten2 | Tercera División die 18 Meister der Tercera División 2008/20093 |
| FC Barcelona Real Madrid FC Sevilla Atlético Madrid FC Villarreal FC Valencia Deportivo La Coruña FC Málaga RCD Mallorca Espanyol Barcelona UD Almería Racing Santander Athletic Bilbao Sporting Gijón Real Valladolid CA Osasuna FC Getafe Betis Sevilla CD Numancia Recreativo Huelva | Deportivo Xerez Real Saragossa CD Teneriffa Hércules Alicante Rayo Vallecano Real Sociedad CD Castellón UD Levante UD Salamanca Gimnàstic de Tarragona SD Huesca FC Elche FC Córdoba Real Murcia Albacete Balompié FC Girona Celta Vigo UD Las Palmas Deportivo Alavés FC Alicante SD Eibar | - Gruppe 1 Real Unión Cultural Leonesa SD Ponferradina FC Zamora SD Lemona† - Gruppe 2 FC Cartagena Lorca Deportiva AD Alcorcón CD Leganés UD Mérida† FC Atlético Ciudad†‡ - Gruppe 3 CD Alcoyano UE Sant Andreu CE Sabadell FC Ontinyent† UD Gramenet† - Gruppe 4 FC Cádiz Real Jaén Polideportivo Ejido UD Marbella UD Puertollano UD Melilla‡ AD Ceuta‡ UB Conquense‡ | - Gruppe 1 SD Compostela - Gruppe 2 Real Oviedo - Gruppe 3 Gimnástica de Torrelavega - Gruppe 4 CD Lagun Onak - Gruppe 5 FC Reus† - Gruppe 6 FC Villajoyosa - Gruppe 7 RSD Alcalá - Gruppe 8 FC Palencia - Gruppe 9 Unión Estepona - Gruppe 10 CD San Roque - Gruppe 11 Sporting Mahonés† - Gruppe 12 SD Tenisca† - Gruppe 13 FC Caravaca - Gruppe 14 AD Cerro de Reyes Badajoz Atlético - Gruppe 15 CD Izarra - Gruppe 16 UD Logroñés - Gruppe 17 Atlético Monzón - Gruppe 18 CD Toledo |

1 Sevilla Atlético als B-Mannschaft nicht teilnahmeberechtigt

2 unter Ausschluss von B-Mannschaften

3 wird eine B-Mannschaft Meister, rückt automatisch der Zweitplatzierte der jeweiligen Liga nach

† für eine B-Mannschaft nachgerückt

‡ als Punktbester qualifiziert

## Modus
siehe Hauptartikel Copa del Rey
Das Turnier wird im K.-o.-System ausgespielt. Gespielt wird in den ersten drei Runden nur in einem Spiel – bei Unentschieden wird mit Verlängerung, ggf. Elfmeterschießen eine Entscheidung gesucht. Ab der Runde der letzten 32 werden die Duelle in Hin- und Rückspiel ausgetragen. In der Copa del Rey gelten die gleichen Regeln wie bei UEFA-Wettbewerben (Auswärtstorregel). Das Finale wird in einem Spiel ausgetragen, der Sieger bei Unentschieden durch Verlängerung bzw. Elfmeterschießen gesucht. Für die Qualifikation zur Copa del Rey ist die Vorsaison, bei den Auslosungen ist die Ligazugehörigkeit der aktuellen Saison maßgeblich. Nachwuchs- und Reservemannschaften von Vereinen, die auch in der Copa del Rey spielberechtigt sind, sind nicht zugelassen.
Einige Mannschaften sind von bestimmten Runden freigestellt:
- In der ersten Hauptrunde spielten die Mannschaften der Tercera División und der Segunda División B.
- In der zweiten Hauptrunde stießen die Mannschaften der Segunda División zu den Clubs der Segunda División B und Tercera División hinzu.
- In der dritten Hauptrunde spielten diese Teams die Gegner der Erstligisten aus.
- In der Runde der letzten 32 kamen die Mannschaften der Primera División hinzu.
- In der Copa del Rey wird mit Freilosen in den ersten Runden gearbeitet, um auf eine gerade Anzahl an Teilnehmern zu kommen.

## Erste Hauptrunde
Zur ersten Hauptrunde des Wettbewerbes waren 41 Mannschaften, die in der Saison 2009/10 in der Segunda División B und der Tercera División spielen, qualifiziert. Die Auslosung fand am 16. Juli 2009 wie alle weiteren Auslosungen auch in der Ciudad del Fútbol in Las Rozas de Madrid statt. Es wurden 18 Paarungen ausgelost und fünf Freilose vergeben. Dabei wurden auch die Paarungen für die zweite Hauptrunde bestimmt.
Die Spiele wurden zwischen dem 22. und dem 27. August 2009 ausgetragen.
|                  | Ergebnis        |                           |
| ---------------- | --------------- | ------------------------- |
| CD San Roque     | 1:2             | UD Melilla                |
| FC Villajoyosa   | 2:0             | UD Logroñés               |
| CD Lagun Onak    | 2:1             | CD Izarra                 |
| RSD Alcalá       | 0:1             | Real Oviedo               |
| SD Compostela    | 1:2             | FC Zamora                 |
| SD Lemona        | 2:2 (2:4 i. E.) | Cultural Leonesa          |
| UD Gramenet      | 0:3             | UE Sant Andreu            |
| CE Sabadell      | 2:0             | Atlético Monzón           |
| Real Jaén        | 0:1             | Unión Estepona            |
| UD Marbella      | 1:0             | FC Caravaca               |
| Deportivo Alavés | 1:1 (1:4 i. E.) | FC Palencia               |
| SD Ponferradina  | 1:1 (5:4 i. E.) | SD Eibar                  |
| CD Leganés       | 1:3             | FC Reus                   |
| UD Puertollano   | 3:1 n. V.       | Gimnástica de Torrelavega |
| SD Tenisca       | 2:4             | Cerro Reyes               |
| FC Alicante      | 1:1 (5:4 i. E.) | Sporting Mahonés          |
| UB Conquense     | 1:0 n. V.       | CD Toledo                 |
| Lorca Deportiva  | 1:2 n. V.       | AD Ceuta                  |

Freilose: AD Alcorcón, CD Alcoyano, UD Mérida, FC Ontinyent und Polideportivo Ejido

## Zweite Hauptrunde
In der zweiten Hauptrunde traten Mannschaften aus der Segunda División dem Wettbewerb bei. Die Spiele wurden zwischen dem 1. und dem 16. September 2009 ausgetragen.
|                     | Ergebnis        |                        |
| ------------------- | --------------- | ---------------------- |
| Celta Vigo          | 2:1             | Real Unión             |
| CD Lagun Onak       | 2:1             | Cerro Reyes            |
| UE Sant Andreu      | 3:1             | UD Melilla             |
| Cultural Leonesa    | 4:0             | Unión Estepona         |
| FC Girona           | 1:0             | Gimnàstic de Tarragona |
| Real Sociedad       | 0:2             | Rayo Vallecano         |
| Betis Sevilla       | 1:2             | FC Córdoba             |
| FC Ontinyent        | 2:1             | UB Conquense           |
| AD Alcorcón         | 2:0             | FC Palencia            |
| Atlético Ciudad     | 3:2             | Real Oviedo            |
| CD Alcoyano         | 2:0             | FC Villajoyosa         |
| UD Puertollano      | 3:0             | FC Zamora              |
| Albacete Balompié   | 0:1             | Hércules Alicante      |
| CE Sabadell         | 0:0 (1:3 i. E.) | UD Marbella            |
| UD Salamanca        | 1:1 (4:3 i. E.) | CD Castellón           |
| UD Levante          | 0:0 (3:4 i. E.) | SD Huesca              |
| UD Las Palmas       | 2:1             | FC Cádiz               |
| Polideportivo Ejido | 0:0 (8:7 i. E.) | SD Ponferradina        |
| FC Cartagena        | 3:2 n. V.       | FC Elche               |
| CD Numancia         | 2:3             | Real Murcia            |
| AD Ceuta            | 2:2 (4:5 i. E.) | FC Alicante            |
| UD Mérida           | 1:1 (5:4 i. E.) | FC Reus                |

Freilos: Recreativo Huelva

## Dritte Hauptrunde
In der dritten Hauptrunde traten die 22 Sieger aus der zweiten Hauptrunde und Recreativo Huelva, welche ein Freilos erhielten, gegeneinander an. Die Spiele wurden am 7. Oktober 2009 ausgetragen. Die Auslosung fand am 18. September 2009 in zwei verschiedenen Gruppen statt. In Gruppe A wurden sechs Paarungen mit Vereinen aus der Segunda División B und der Tercera División gezogen, in Gruppe B wurden aus elf Vereinen fünf Paarungen mit Vereinen der Segunda División ausgelost, dabei erhielt Real Murcia ein Freilos.
|                   | Ergebnis        |                     |
| ----------------- | --------------- | ------------------- |
| FC Ontinyent      | 0:0 (3:5 i. E.) | Cultural Leonesa    |
| UD Puertollano    | 2:1             | UE Sant Andreu      |
| CD Lagun Onak     | 1:2             | AD Alcorcón         |
| UD Marbella       | 2:1             | FC Alicante         |
| UD Mérida         | 1:3             | CD Alcoyano         |
| Atlético Ciudad   | 0:0 (5:4 i. E.) | Polideportivo Ejido |
| UD Salamanca      | 2:0             | FC Cartagena        |
| FC Córdoba        | 0:1             | Rayo Vallecano      |
| Recreativo Huelva | 2:1             | UD Las Palmas       |
| FC Girona         | 1:3             | Celta Vigo          |
| Hércules Alicante | 2:0             | SD Huesca           |

Freilos: Real Murcia

## Runde der letzten 32
In der Runde der letzten 32 stießen zu den elf Siegern aus den Partien der dritten Hauptrunde und Real Murcia, welche ein Freilos erhielten die Teams aus der Primera División. Die Auslosung fand in fünf Stufen statt. In Stufe 1 wurde den vier in der UEFA Champions League spielberechtigten Mannschaften aus der Primera Division (FC Barcelona, Real Madrid, FC Sevilla und Atlético Madrid) ein Gegner aus der Segunda División B zugelost. In Phase 2 wurde den drei in der UEFA Europa League spielberechtigten Mannschaften (FC Villarreal, FC Valencia und Athletic Bilbao) die verbleibenden zwei Gegner aus der Segunda División B zugelost. Dabei rutschte Athletic Bilbao in Stufe 3. In der dritten Stufe der Auslosung wurde dann Athletic Bilbao eine Mannschaft aus der Segunda División zugelost. In Stufe 4 wurde den übrigen Vereinen aus der Segunda División jeweils ein Gegner aus der Primera División zugelost. In der fünften Stufe wurden vier Paarungen aus den acht übrigen Vereinen der Primera División ermittelt.
Die Hinspiele fanden vom 27. bis zum 29. Oktober statt, die Rückspiele wurden zwischen dem 10. und 12. November 2009 ausgetragen. Es gilt die Auswärtstorregel.
|                   | Gesamt          |                     | Hinspiel | Rückspiel |
| ----------------- | --------------- | ------------------- | -------- | --------- |
| AD Alcorcón       | 4:1             | Real Madrid         | 24:0 1   | 0:1       |
| Cultural Leonesa  | 0:7             | FC Barcelona        | 0:2      | 0:5       |
| UD Marbella       | 0:8             | Atlético Madrid     | 0:2      | 0:6       |
| Atlético Ciudad   | 3:9             | FC Sevilla          | 2:4      | 1:5       |
| CD Alcoyano       | 2:3             | FC Valencia         | 0:1      | 2:2       |
| UD Puertollano    | 1:2             | FC Villarreal       | 1:1      | 0:1       |
| Rayo Vallecano    | 4:2             | Athletic Bilbao     | 2:0      | 2:2       |
| Hércules Alicante | 3:1             | UD Almería          | 2:1      | 1:0       |
| UD Salamanca      | 2:4             | Racing Santander    | 1:0      | 1:4       |
| Celta Vigo        | 3:1             | CD Teneriffa        | 2:1      | 1:0       |
| Recreativo Huelva | 2:2 (4:2 i. E.) | Sporting Gijón      | 1:1      | 1:1       |
| Real Murcia       | 0:1             | Deportivo La Coruña | 0:1      | 0:0       |
| Deportivo Xerez   | 1:3             | CA Osasuna          | 1:2      | 0:1       |
| Real Valladolid   | (a)2:2(a)       | RCD Mallorca        | 2:1      | 0:1       |
| Real Saragossa    | (a)1:1(a)       | FC Málaga           | 1:1      | 0:0       |
| FC Getafe         | 3:1             | Espanyol Barcelona  | 2:0      | 1:1       |

## Achtelfinale
Die Auslosung der Paarungen für das Achtelfinale fand am 1. Dezember 2009 statt. Dabei wurden auch die Paarungen für die weiteren Finalrunden bestimmt.
Die Hinspiele wurden zwischen dem 5. und 7. Januar und die Rückspiele zwischen dem 12. und dem 14. Januar 2010 ausgetragen. Es gilt die Auswärtstorregel.
|                   | Gesamt    |                     | Hinspiel | Rückspiel |
| ----------------- | --------- | ------------------- | -------- | --------- |
| Hércules Alicante | (a)2:2(a) | CA Osasuna          | 2:1      | 0:1       |
| Celta Vigo        | 2:1       | FC Villarreal       | 1:1      | 1:0       |
| FC Barcelona      | (a)2:2(a) | FC Sevilla          | 1:2      | 1:0       |
| Recreativo Huelva | 4:5       | Atlético Madrid     | 3:0      | 1:5       |
| FC Málaga         | 3:6       | FC Getafe           | 2:1      | 1:5       |
| Rayo Vallecano    | 3:4       | RCD Mallorca        | 2:1      | 1:3       |
| AD Alcorcón       | 2:3       | Racing Santander    | 2:3      | 0:0       |
| FC Valencia       | 3:4       | Deportivo La Coruña | 1:2      | 2:2       |

## Viertelfinale
Die Hinspiele des Viertelfinales wurden am 20. und 21. Januar und die Rückspiele am 27. und 28. Januar 2010 ausgetragen. Es gilt die Auswärtstorregel.
|                     | Gesamt    |            | Hinspiel | Rückspiel |
| ------------------- | --------- | ---------- | -------- | --------- |
| Deportivo La Coruña | 1:3       | FC Sevilla | 0:3      | 1:0       |
| RCD Mallorca        | (a)2:2(a) | FC Getafe  | 1:2      | 1:0       |
| Racing Santander    | 5:1       | CA Osasuna | 2:1      | 3:0       |
| Atlético Madrid     | 2:1       | Celta Vigo | 1:1      | 1:0       |

## Halbfinale
Die Hinspiele des Halbfinales wurden am 3. und 4. Februar und die Rückspiele am 10. und 11. Februar 2010 ausgetragen. Es gilt die Auswärtstorregel.
|                 | Gesamt |                  | Hinspiel | Rückspiel |
| --------------- | ------ | ---------------- | -------- | --------- |
| Atlético Madrid | 6:3    | Racing Santander | 4:0      | 2:3       |
| FC Sevilla      | 2:1    | FC Getafe        | 2:0      | 0:1       |

## Finale
| FC Sevilla                             | FC Sevilla | Atlético Madrid | Atlético Madrid |
| -------------------------------------- | --- | --- | --------------- |
| FC Sevilla                             | \| 19. Mai 2010 in Barcelona (Camp Nou) \| \| Ergebnis: 2:0 (1:0) \| \| Zuschauer: 85.000 \| \| Schiedsrichter: Manuel Mejuto González \|                                                                                                  | \| 19. Mai 2010 in Barcelona (Camp Nou) \| \| Ergebnis: 2:0 (1:0) \| \| Zuschauer: 85.000 \| \| Schiedsrichter: Manuel Mejuto González \|                                                                                                  | Atlético Madrid |
| FC Sevilla                             | Andrés Palop – Julien Escudé, Sébastien Squillaci, Abdoulay Konko, Antonio Manuel Luna – Jesús Navas, Didier Zokora, Renato, Diego Capel (87. Diego Perotti) – Frédéric Kanouté, Álvaro Negredo (66. Romaric) Cheftrainer: Antonio Álvarez | David de Gea – Antonio López , Tomáš Ujfaluši, Álvaro Domínguez, Luis Perea – Tiago, Paulo Assunção (59. Raúl García), José Antonio Reyes, Simão (59. José Manuel Jurado) – Diego Forlán, Sergio Agüero Cheftrainer: Quique Sánchez Flores | Atlético Madrid |
| FC Sevilla                             | 1:0 Diego Capel (5.) 2:0 Jesús Navas (90.) | | Atlético Madrid |
| FC Sevilla                             | Renato (6.), Antonio Manuel Luna (35.), Sébastien Squillaci (62.), Frédéric Kanouté (84.), Andrés Palop (86.) | Tomáš Ujfaluši (70.) | Atlético Madrid |
| 19. Mai 2010 in Barcelona (Camp Nou)   | | |                 |
| Ergebnis: 2:0 (1:0)                    | | |                 |
| Zuschauer: 85.000                      | | |                 |
| Schiedsrichter: Manuel Mejuto González | | |                 |

### Qualifikation zur Europa League 2010/11
Der Sieger des spanischen Pokalwettbewerbes qualifizierte sich für die 3. Qualifikationsrunde der UEFA Europa League 2010/11. Da sich der FC Sevilla als Tabellenvierter der Primera División 2009/10 für die Playoffrunde der UEFA Champions League 2010/11 qualifizierte, ging der Qualifikationsplatz wie üblich an den unterlegenen Finalisten. Atlético Madrid gewann im selben Jahr bereits die UEFA Europa League 2009/10 und qualifizierte sich somit für die Gruppenphase der UEFA Europa League 2010/11, wodurch beide Finalisten eine weiterreichende Qualifikation in einem europäischen Wettbewerb erlangten, somit verfiel der Platz. Um den vakanten Platz in der 3. Qualifikationsrunde UEFA Europa League 2010/11 aufzufüllen rückte gemäß dem Koeffizienten der UEFA-Fünfjahreswertung der finnische Pokalsieger von 2009 FC Inter Turku aus der 2. Qualifikationsrunde auf. Infolgedessen rückten die Pokalsieger aus San Marino und Malta in die 2. Qualifikationsrunde auf.

## Torschützen
Angegeben sind alle Torschützen mit wenigstens vier Treffern. Maxi Rodríguez wurde mit fünf Treffern bester Torschütze des Pokalwettbewerbs.
| \| Pl. \| Nat. \| Spieler \| Verein \| Tore \| \| --- \| ----------- \| ------------------ \| ---------------- \| ---- \| \| 1 \| Argentinier \| Maxi Rodríguez \| Atlético Madrid \| 5 \| \| 2 \| Spanier \| Borja Pérez \| AD Alcorcón \| 4 \| \| 2 \| Spanier \| Jesús Navas \| FC Sevilla \| 4 \| \| 2 \| Spanier \| Jito Silvestre \| Cultural Leonesa \| 4 \| \| 2 \| Brasilianer \| Luís Fabiano \| FC Sevilla \| 4 \| \| 2 \| Spanier \| Roberto Soldado \| FC Getafe \| 4 \| \| 2 \| Spanier \| Roberto Trashorras \| Celta Vigo \| 4 \| |             |                    |                  |      |
| Pl. | Nat.        | Spieler            | Verein           | Tore |
| 1 | Argentinier | Maxi Rodríguez     | Atlético Madrid  | 5    |
| 2 | Spanier     | Borja Pérez        | AD Alcorcón      | 4    |
| 2 | Spanier     | Jesús Navas        | FC Sevilla       | 4    |
| 2 | Spanier     | Jito Silvestre     | Cultural Leonesa | 4    |
| 2 | Brasilianer | Luís Fabiano       | FC Sevilla       | 4    |
| 2 | Spanier     | Roberto Soldado    | FC Getafe        | 4    |
| 2 | Spanier     | Roberto Trashorras | Celta Vigo       | 4    |